# Розета Катанео
Розета Катанео (итал. Rosetta Cattaneo; Милано, 14. јануар 1919 —  14. јул 1988) била је италијанска атлетска репрезентативка, чија је пецијалист била трчање на  200 метара.
Године 1938. учествовала је  на Пратер стадиону у Бечу  на 1. Европском првенству на отвореном за жене и освојила бронзану медаљу са италијанском штафетом 4 х 100 метара резултатом 49,4 секунде.  Штафета је трчала у саставу: Марија Алферо, Марија Аполонио,  Катанео и Италија Лукини.
На првенствима Италије побеђивала је 5 пута:
- 200 м —  1939, 1940, 1942 и 1943
- Штафета 4 х 100 метара  — 1941.

Национална рекордерка на 200 м била је 1940 реултатом  25,3.